# Jan Majorkiewicz
Jan Majorkiewicz pseud. Mazur z Płockiego (ur. 1 czerwca 1820 w Płońsku, zm. 23 marca 1847 w Warszawie) – historyk literatury polskiej, filozof; związany z Cyganerią Warszawską i kręgiem Przeglądu Naukowego, działacz niepodległościowy.

## Życiorys
Urodził się w zamożnej rodzinie mieszczańskiej. Jego ojciec był burmistrzem Płońska i zarazem właścicielem pobliskiego majątku ziemskiego. Wykształcenie zdobywał początkowo w szkole prowadzonej przez reformatów w Żurominie, potem w płockim Gimnazjum Gubernialnym. W roku 1840 wyjechał do Warszawy, by uczestniczyć w kursach prawnych i pedagogicznych. Wówczas zetknął się z Cyganerią Warszawską i zaczął brać udział w spotkaniach młodych artystów . Wówczas zaprzyjaźnił się m.in. z Sewerynem Fillebornem, Karolem Brodowskim, Sewerynem Sierpińskim, Tadeuszem Brodowskim. W roku 1841 wyjechał studiować prawo do Moskwy dzięki uzyskaniu stypendium rządowego. Na Uniwersytecie Moskiewskim zapoznał się z filozofią G.W.F. Hegla. W Moskwie zetknął się i zaangażował w działalność spiskową. Czynnie uczestniczył tu w spotkaniach tajnego koła samokształceniowego wraz z m.in. z Henrykiem Krajewskim i Romualdem Świerzbińskim, którzy po powrocie do kraju założyli tajną organizację mającą na celu wzniecenie niepodległościowego powstania i zbudowania Polski według idei Towarzystwa Patriotycznego.
Na przełomie lat 1844/1845 Majorkiewicz powrócił do Królestwa i podjął pracę w trybunale płockim jako aplikant. Tam zaczął podupadać na zdrowiu, dlatego w roku 1846 przeniósł się do Warszawy obejmując posadę w komitecie prawodawczym przy Komisji Rządowej Sprawiedliwości. Tutaj zintensyfikował swoje studia nad dziejami literatury polskiej, nie porzucając działalności konspiracyjnej i propagandowej. Współpracował również ze środowiskiem entuzjastek. W 1847 roku zmarł w trakcie prac nad kolejnymi tomami cyklu Historia, literatura, krytyka .
Został pochowany na cmentarzu Powązkowskim w Warszawie (kwatera 20-1-19/20).

## Twórczość

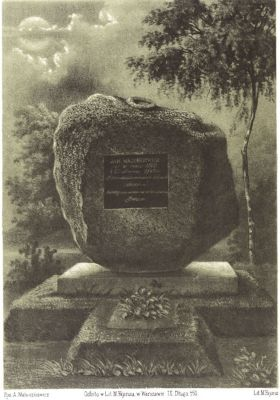
Grób Jana Majorkiewicza na Powązkach

### Charakterystyka
Działalność pisarską rozpoczął jako uczeń gimnazjum w 1839. Na rok 1840 przypada jego debiut na łamach "Piśmiennictwa Krajowego". 7 lat między debiutem a śmiercią było okresem bardzo intensywnej działalności pisarskiej i badawczej, z szerokiej gamy dziedzin: literatury, historii, filozofii, geografii, religii, psychologii, ekonomii czy nauk przyrodniczych .
W 1842 zaczął współpracę z Przeglądem Naukowym pod redakcją Edwarda Dembowskiego i Hipolita Skimbrowicza, w którym ukazała się większość jego pism z lat 1842-1847 .
W swoich pracach pozostawał pod dominującym wpływem filozofii Hegla (bardzo popularnego wtedy zarówno na ziemiach polskich, jak i w Rosji). Przejawem tego są m.in. analiza roli procesów historycznych i społecznego osadzenia zjawisk kulturowych (literatury, filozofii). Z kolei podkreślanie roli praktyczności i niespekulatywnych nauk przyrodniczych czyni go jednego z przedstawicieli prepozytywizmu .

## Dzieła
- O filozofii życia – artykuł w:"Piśmiennictwo Krajowe" 1840 nr 40, podpisane J... z Płońska
- Rozporządkowanie wiadomości ludzkich – artykuł w:"Piśmiennictwo Krajowe" 1840 nr 50/51, podpisane J... z Płońska
- Jakub Górski. 1. Filozofia – artykuł w:"Nadwiślanin" 1841 t.1, s. 58–64
- Rozporządkowanie dziejów filozofii – rozprawa w:"Nadwiślanin" 1841 t.1, s. 74–82
- Rzuty filozoficzne – studium w:"Przegląd Naukowy", 1843 t.1, nr 5 s. 172–183, kontynuowane w roku 1845 i 1846, podpisane Mazur z Płockiego
- Słówko o uprawie filozofii w Polsce – studium w:"Przegląd Naukowy", 1843 t.IV, nr 31 s. 140–146, podpisane Mazur z Płockiego
- Słowo życia – studium w:"Przegląd Naukowy", 1844 t.III, nr 26 s. 272–278
- Słówko o Krasickim i duchu pism jego – artykuł w:"Przegląd Naukowy", 1846 t.1, nr 8/9 s. 275–280, podpisane Mazur z Płockiego
- Historia, literatura i krytyka. Pisma – Warszawa 1847